# Хай, Филип
Филип Эмпсон Хай (англ. Philip Empson High, 28 апреля 1914 — 9 августа 2006) — английский писатель-фантаст.

## Биография
Родился в городе Бигглсуэйд (Бедфордшир). Начиная с семи лет и до конца жизни проживал в графстве Кент. Вторую мировую войну отслужил в Королевских ВМС. После был коммивояжёром, газетным репортером, страховым агентом. В 1950 году Филип Хай женился на Памеле Бейкер (Pamela Baker). С 1951 и до пенсии (1979 год) был водителем автобуса.

## Литературная деятельность
Начиная с 16 лет Филип начал писать и перепробовал все возможные виды беллетристики. Фантастику он любил, но писать на тот момент в этом жанре не пробовал, зато скупал все выходившие на тот момент англоязычные НФ журналы, какие мог раздобыть. Даже в войну ему удавалось читать фантастические журналы, пока из-за дефицита бумаги большинство этих изданий не приостановило свою деятельность.
В 1950-х годов, имея многолетний опыт сочинения рассказов он пробует себя в жанре научной фантастики. В 1955-м, в сентябрьском номере журнала «Authentic Science Fiction», впервые печатается его научно-фантастический рассказ «Статики» (The Statics). «Я получил за эту публикацию шесть гиней, что явилось самым острым ощущением в моей жизни. Я дважды прошел по стене и вдоль потолка!».
До 1964 года он активно печатается в ведущих британских НФ журналах, тогда же издается первое его крупное произведение. Дебютный роман — «Щедрое Солнце», где в роли главного героя выступает мальчик по имени Дункан, воспитанный на планете Маттрейн представителями высшей цивилизации. Когда, Дункана возвращают на его родную планету — на Землю, его встречает подозрение, ненависть, враждебность. Это не останавливает главного героя на пути главной задачи — сделать Землю равной другим народам Галактики. Все следующие романы Хая сочетали социальные и политические идеи, и, при этом, являлись замечательными представителями приключенческой фантастики.

### Основные литературные произведения
Герой его романа о будущем — «Безумный Метрополис» (1966), обычный обыватель Стивен Кук является жителем «Свободного города», появиться на улицах которого для его жителей равносильно смерти. В какой-то момент времени его вышвыривают на улицу из бара, и он должен был погибнуть, но вмешиваются «Оракулы» — загадочный правящий класс, от которых он узнает невероятное. Управление «Свободными городами» уже длительное время осуществляется компьютером по имени Мать. Соперничающие между собой банды пытаются захватить власть и уничтожить Мать. А социум этого мира вызвал у компьютера «невроз». Главному герою придется сделать выбор: правление компьютера или правление банд.
В произведении «Эти дикие футурианцы» (1967) цивилизацию людей находится на краю пропасти: гибель от запланированного устаревания, следствие опасного научного эксперимента. Герой романа для общего спасения создает миниатюрные механизмы, которые должны уничтожить опасные вирус, но в результате возникает цивилизация разумных микробов!
«Запрещенная реальность» 1967 год. В этом произведении на наших глаза проходит появление, становление и преобразование тоталитарного общества. Общества фактически поделенного на две расы: рабов и господ. Но сделано это так тонко и изящно, что «рабы» даже не догадываются о своих цепях. Они не догадываются, что все происходящее не результат случайности, а их положение это результат чье-то злой воли. Воли человека, случайно получившего, неограниченный ничем, кроме его криминальной фантазии, доступ, к научным технологиям инопланетной расы. Расы, которая на многие миллионы лет опередила людей в развитии. Вместе с главным героем мы постепенно постигаем глубину пропасти, в которую погрузилось человечество. Видим, как герой находит в себе силы, чтобы подняться с колен и предпринять действия, равно неожиданные, как для его врагов, так и для его новых друзей. Он узнает, что не все то, чем кажется. Найдет новый путь для себя и встретит девушку своей мечты…
В романе «Наемники времени» (1968) люди будущего спасают команду субмарины, затонувшей во время второй мировой войны, чтобы они помогли в борьбе против инопланетных захватчиков, которые к тому времени смогли на генетическом уровне уничтожить в людях способность к сопротивлению.
Филип Хай опубликовал больше десятка научно-фантастических романов, но считал свою 20-летнюю писательскую карьеру всего лишь хобби. Его последний роман был издан в 1979 году (год выхода на пенсию) — и назывался «Вслепую со звезд».

## Последующая деятельность
Затем он забрасывает написание романов и занимается транспортировкой цветов на своем фургоне, в это время он пишет, но не публикует свои рассказы. В 1997 году он возобновляет публикации и в 1998 году печатается его рассказ «Поцелуй». Хай вновь публикуется и издает два сборника рассказов.
В последние годы, после смерти жены, Филип Хай жил в городе Кентербери (графство Кент) вместе с двумя своими дочерьми Беверли и Жаклин. Умер он 9 августа 2006 года в возрасте 92 лет.

### Романы
- 1964 — Щедрое Солнце (The Prodigal Sun)
- 1964 — Нет мира с Террой (No Truce with Terra)
- 1966 — Безумный Метрополис (The Mad Metropolis)
- 1967 — Эти дикие футурианцы (These Savage Futurians)
- 1967 — Запрещенная реальность (Reality Forbidden)
- 1967 — Планеты-близнецы (Twin Planets)
- 1968 — Захватчик на моей спине (Invader on My Back)
- 1968 — Наемники времени (The Time Mercenaries)
- 1971 — Планета бабочек (Butterfly Planet)
- 1973 — Доброй охоты, землянин (Come, Hunt an Earthman)
- 1973 — Продано — для звездолета (Sold — For a Spaceship)
- 1974 — Разговор динозавров (Speaking of Dinosaurs)
- 1978 — Беглец во времени (Fugitive from Time)
- 1979 — Вслепую со звезд (Blindfold from the Stars)